# 미노타우르 IV
미노타우르 4호는 고체연료를 사용하는 LGM-118 피스키퍼 핵미사일을 오비털 사이언스사가 상업용으로 개조한 것이다. Peacekeeper SLV(Space Launch Vehicle, 우주 발사체) 즉, 피스키퍼 로켓이라고도 부른다.

## 역사
무게 86.3톤으로서, 액체연료를 사용하는 북한의 90톤 은하 3호와 무게가 거의 같다.
고체 연료 사용 로켓은 구조가 간단하고 비용도 액체 연료의 10분 1에 불과하다. 고도 200~300㎞의 저궤도 위성에는 고체 연료가 유용하다.

## 버전
- 미노타우르 4호 라이트 - 4단에 오리온-38 로켓을 사용한다. 준궤도 발사 용도이다. 즉, 핵미사일처럼 지상에 낙하한다.
- 미노타우르 4호 헤비 - 4단에 STAR-48BV 로켓을 사용한다. 궤도 발사 용도이다.

## 엡실론 로켓
일본의 엡실론 로켓은 미노타우르 4호와 거의 똑같다. 미국 티오콜이 생산하는 미노타우르4 1단 고체로켓모터인 캐스터120(SR-118)을, 일본의 IHI 에어로스페이스가 라이선스 생산한다. 이를 엡실론 1단 모터로 사용한다.

## 대한민국
한국이 미노타우르 4호를 개발할 것이라는 보도가 있다. 425사업 참조.

## 같이 보기
- 미노타우르 5호